# .17 HM2
.17 HM2 (.17 Hornady Mach 2) — малокалиберный патрон кольцевого воспламенения, созданный в 2004 году в США.

## История
Известная американская оружейная фирма «Hornady» в 2002 году создала патрон калибра .17 (0,172 дюйма, или 4,37 мм) .17 Hornady Magnum Rimfire. Успех этого патрона на американском рынке подтолкнул разработчиков к созданию второго патрона этого же калибра, но чуть меньшей мощности. За основу была взята гильза патрона кольцевого воспламенения .22 Long Rifle Stinger. Её дульце обжали до калибра .17, чтобы использовать очень маленькую и лёгкую пулю (1,1 г), которая уже показала в патроне .17 Hornady Magnum Rimfire высокую скорость, настильную траекторию и хорошую кучность.
Новый патрон вполне соответствовал намерениям конструкторов. Скорость его пули получилась также весьма значительной для патрона кольцевого воспламенения, около 640 м/с. Боеприпас получил название .17 Hornady Mach 2 (.17 означает калибр, Hornady — название фирмы-разработчика, а М2 — скорость пули в 2 числа Маха, то есть вдвое быстрее звука).

## Особенности и применение
Патрон .17 HM2 существует не настолько долго, чтобы детально раскрыть свои особенности. К его достоинствам можно отнести хорошие показатели при спортивной стрельбе, которая является основной нишей применения этого боеприпаса. Однако он, по сравнению с другими патронами кольцевого воспламенения, довольно дорогой — он стоит вдвое дороже знаменитого патрона .22 Long Rifle (пачка .17 HM2 на 50 шт. в США стоит 11-12 долл.).
Что касается его применения вне спортивной стрельбы то .17 HM2 подходит для отстрела грызунов, например крыс. Такое применение патрона рекомендуется производителями, предлагающими боеприпасы со специальными типами пуль. Для остальных видов охоты его вряд ли можно рекомендовать — тушку птиц он на близких дистанциях будет сильно рвать из-за фугасного действия высокоскоростной пули, а для дичи размером больше крупной крысы убойность его недостаточна. На дальних дистанциях на меткости будет негативно сказываться влияние ветра на лёгкую пулю. К тому же энергия пули на расстоянии 100 ярдов уже очень мала.
Патрон .17 HM2 постепенно завоёвывает популярность — прежде всего, в США, но всё больше появляется и в других странах. Оружие под него выпускается в достаточно широком ассортименте, в основном американскими фирмами. Некоторые специалисты предсказывают этому патрону большой успех в будущем, особенно в сфере отстрела грызунов.